# 仙頭武央
仙頭 武央（せんとう たけなか/たけてる、1864年4月30日（元治元年3月25日） - 1919年（大正8年）12月11日）は、日本の海軍軍人。最終階級は海軍中将。幼名、外太郎。

## 履歴
1864年（元治元年）、土佐国安芸郡穴内村（現在の高知県安芸市）に生まれた。父、武英は旧藩時代の安芸町寄役。申議学舎で船本楠吉に学び、1883年（明治16年）10月、海軍兵学校（10期）を卒業し海軍少尉補となる。1886年（明治19年）4月、海軍少尉任官。
日清戦争には「千代田」分隊長として出征。1896年（明治29年）7月、「鎮遠」砲術長となり、「平遠」副長を経て、1897年（明治30年）12月、海軍少佐に昇進し「浅間」回航委員に発令されイギリスに出張。「浅間」砲術長を経て、1898年（明治31年）10月、海軍中佐に進級。
1898年12月、造兵監督官に就任し、「須磨」「浪速」「八雲」の各副長、海兵砲術教官、兼海兵監事長、呉鎮守府艤装委員などを歴任し、1903年（明治36年）10月、「対馬」艦長に着任。コルサコフ海戦や日本海海戦に参加した。1905年（明治38年）1月、海軍大佐に昇進。同年8月、「浪速」艦長に就任し、以後、「春日」「八雲」「周防」「鈴谷」（兼）の各艦長を勤める。1908年（明治41年）5月、横須賀海兵団長となり、兼海軍砲術学校長、呉海兵団長を歴任。
1910年（明治43年）12月、海軍少将に進級し鎮海防備隊司令官兼臨時建築部支部長に就任。以後、呉予備艦隊司令官、呉鎮守府艦隊司令官を歴任。1913年（大正2年）12月に待命。1914年（大正3年）12月1日、海軍中将に進むと同時に予備役編入となった。1919年（大正8年）12月11日没。

## 栄典・授章・授賞
位階
- 1886年（明治19年）7月8日 - 正八位[3]
- 1891年（明治24年）12月16日 - 従七位[4]
- 1897年（明治30年）3月1日 - 従六位[5]
- 1898年（明治31年）10月31日 - 正六位[6]
- 1903年（明治36年）12月25日 - 従五位[7]
- 1909年（明治42年）3月1日 - 正五位[8]
- 1914年（大正3年）3月10日 - 従四位[9]
- 1915年（大正4年）1月11日 - 正四位[10]

勲章
- 1889年（明治22年）11月29日 - 大日本帝国憲法発布記念章[11]
- 1895年（明治28年）
  - 5月15日 - 勲六等瑞宝章[12]
  - 11月18日 - 単光旭日章・功五級金鵄勲章[13]・明治二十七八年従軍記章[14]
- 1902年（明治35年）5月10日 - 明治三十三年従軍記章[15]
- 1904年（明治37年）5月27日 - 勲四等瑞宝章[16]
- 1906年（明治39年）4月1日 - 功四級金鵄勲章・勲三等旭日中綬章・明治三十七八年従軍記章[17]
- 1915年（大正4年）11月10日 - 大礼記念章（大正）[18]

## 参考資料
- アジア歴史資料センター

1. ｢明治37年3月1日 - 明治37年12月1日 軍艦対馬現状報告｣(ref:C10100486400)
2. ｢軍艦対馬戦時日誌(7)｣(ref:C09050403000)

- 『高知県人名事典』高知市民図書館、1970年。
- 外山操編『陸海軍将官人事総覧 海軍篇』芙蓉書房出版、1981年。
- 福川秀樹『日本海軍将官辞典』芙蓉書房出版、2000年。
- 海軍歴史保存会編『日本海軍史』第9巻、発売:第一法規出版、1995年。